# Halowe Mistrzostwa Europy w Lekkoatletyce 2011 – bieg na 60 m kobiet
Bieg na 60 metrów kobiet – jedna z konkurencji rozegranych podczas halowych lekkoatletycznych mistrzostw Europy w hali Palais Omnisports de Paris-Bercy w Paryżu.

## Terminarz
| Data    | Godzina |            |
| ------- | ------- | ---------- |
| 5 marca | 10:00   | Eliminacje |
| 5 marca | 16:10   | Półfinał   |
| 6 marca | 16:40   | Finał      |

## Rezultaty

### Eliminacje
Rozegrano 4 biegi eliminacyjne, do których przystąpiło 25 lekkoatletek. Awans do półfinału dawało zajęcie jednego z pierwszych trzech miejsc w swoim biegu (Q). Skład półfinałów uzupełniły cztery zawodniczki z najlepszymi czasami wśród przegranych (q).

#### Bieg 1
| Poz. | Tor | Zawodnik          | Reprezentacja | Czas | Uwagi |
| ---- | --- | ----------------- | ------------- | ---- | ----- |
| 1    | 3   | Ezinne Okparaebo  | Norwegia      | 7.21 | Q     |
| 2    | 6   | Véronique Mang    | Francja       | 7.27 | Q     |
| 3    | 7   | Manuela Levorato  | Włochy        | 7.34 | Q     |
| 4    | 4   | Digna Luz Murillo | Hiszpania     | 7.35 | q     |
| 5    | 5   | Tanja Mitić       | Serbia        | 7.42 |       |
| 6    | 2   | Sara Strajnar     | Słowenia      | 7.49 |       |

#### Bieg 2
| Poz. | Tor | Zawodnik          | Reprezentacja | Czas | Uwagi |
| ---- | --- | ----------------- | ------------- | ---- | ----- |
| 1    | 5   | Ołesia Powch      | Ukraina       | 7.18 | Q     |
| 2    | 6   | Georgia Kokloni   | Grecja        | 7.28 | Q     |
| 3    | 4   | Lina Grinčikaitė  | Litwa         | 7.28 | Q, PB |
| 4    | 7   | Dafne Schippers   | Holandia      | 7.30 | q     |
| 5    | 2   | Andreea Ograzeanu | Rumunia       | 7.50 |       |
| 6    | 8   | Sandra Parlov     | Chorwacja     | 7.60 |       |
| 7    | 3   | Diane Borg        | Malta         | 7.69 |       |

#### Bieg 3
| Poz. | Tor | Zawodnik        | Reprezentacja   | Czas | Uwagi |
| ---- | --- | --------------- | --------------- | ---- | ----- |
| 1    | 4   | Chrystyna Stuj  | Ukraina         | 7.27 | Q, PB |
| 2    | 3   | Myriam Soumaré  | Francja         | 7.27 | Q     |
| 3    | 2   | Jodie Williams  | Wielka Brytania | 7.31 | Q     |
| 4    | 6   | Ailis McSweeney | Irlandia        | 7.38 | q     |
| 5    | 5   | Lena Berntsson  | Szwecja         | 7.45 |       |
| 6    | 7   | Nina Kovacić    | Słowenia        | 7.49 |       |

#### Bieg 4
| Poz. | Tor | Zawodnik           | Reprezentacja   | Czas | Uwagi |
| ---- | --- | ------------------ | --------------- | ---- | ----- |
| 1    | 6   | Marija Riemień     | Ukraina         | 7.17 | Q     |
| 2    | 2   | Bernice Wilson     | Wielka Brytania | 7.30 | Q     |
| 3    | 4   | Sónia Tavares      | Portugalia      | 7.36 | Q, PB |
| 4    | 5   | Inna Eftimowa      | Bułgaria        | 7.37 | q     |
| 5    | 3   | Kateřina Čechová   | Czechy          | 7.42 |       |
| 6    | 7   | Amparo María Cotan | Hiszpania       | 7.46 |       |

### Półfinał

#### Bieg 1
| Poz. | Tor | Zawodniczka      | Reprezentacja   | Czas | Uwagi |
| ---- | --- | ---------------- | --------------- | ---- | ----- |
| 1    | 5   | Marija Riemień   | Ukraina         | 7.16 | Q     |
| 2    | 4   | Véronique Mang   | Francja         | 7.20 | Q     |
| 3    | 3   | Chrystyna Stuj   | Ukraina         | 7.22 | Q, PB |
| 4    | 7   | Lina Grinčikaitė | Litwa           | 7.27 | Q, PB |
| 5    | 6   | Bernice Wilson   | Wielka Brytania | 7.28 |       |
| 6    | 2   | Dafne Schippers  | Holandia        | 7.30 |       |
| 7    | 1   | Ailis McSweeney  | Irlandia        | 7.34 |       |
| 8    | 8   | Sónia Tavares    | Portugalia      | 7.40 |       |

#### Bieg 2
| Poz. | Tor | Zawodniczka       | Reprezentacja   | Czas | Uwagi  |
| ---- | --- | ----------------- | --------------- | ---- | ------ |
| 1    | 5   | Ołesia Powch      | Ukraina         | 7.13 | Q, =EL |
| 2    | 6   | Myriam Soumaré    | Francja         | 7.18 | Q, PB  |
| 3    | 4   | Ezinne Okparaebo  | Norwegia        | 7.20 | Q      |
| 4    | 8   | Jodie Williams    | Wielka Brytania | 7.21 | Q, PB  |
| 5    | 3   | Georgia Kokloni   | Grecja          | 7.23 | SB     |
| 6    | 1   | Inna Eftimowa     | Bułgaria        | 7.32 |        |
| 7    | 7   | Manuela Levorato  | Włochy          | 7.34 |        |
| 8    | 2   | Digna Luz Murillo | Hiszpania       | 7.36 |        |

### Finał
| Poz. | Tor | Zawodniczka      | Reprezentacja   | Czas | Uwagi |
| ---- | --- | ---------------- | --------------- | ---- | ----- |
|      | 6   | Ołesia Powch     | Ukraina         | 7.13 | =EL   |
|      | 3   | Marija Riemień   | Ukraina         | 7.15 | =PB   |
|      | 7   | Ezinne Okparaebo | Norwegia        | 7.20 |       |
| 4    | 2   | Jodie Williams   | Wielka Brytania | 7.21 | =PB   |
| 5    | 8   | Chrystyna Stuj   | Ukraina         | 7.21 | PB    |
| 6    | 4   | Véronique Mang   | Francja         | 7.22 |       |
| 7    | 5   | Myriam Soumaré   | Francja         | 7.24 |       |
| −    | 1   | Lina Grinčikaitė | Litwa           | −    | DNS   |